# پیر کایپرش
پیر کایپرش (هلندی: Pierre Cuypers؛ ۱۶ مهٔ ۱۸۲۷ – ۳ مارس ۱۹۲۱) یک معمار اهل هلند بود.
وی معمار بناهای مهمی همچون موزه امپراتوری و ایستگاه مرکزی آمستردام بوده است.

## نگارخانه

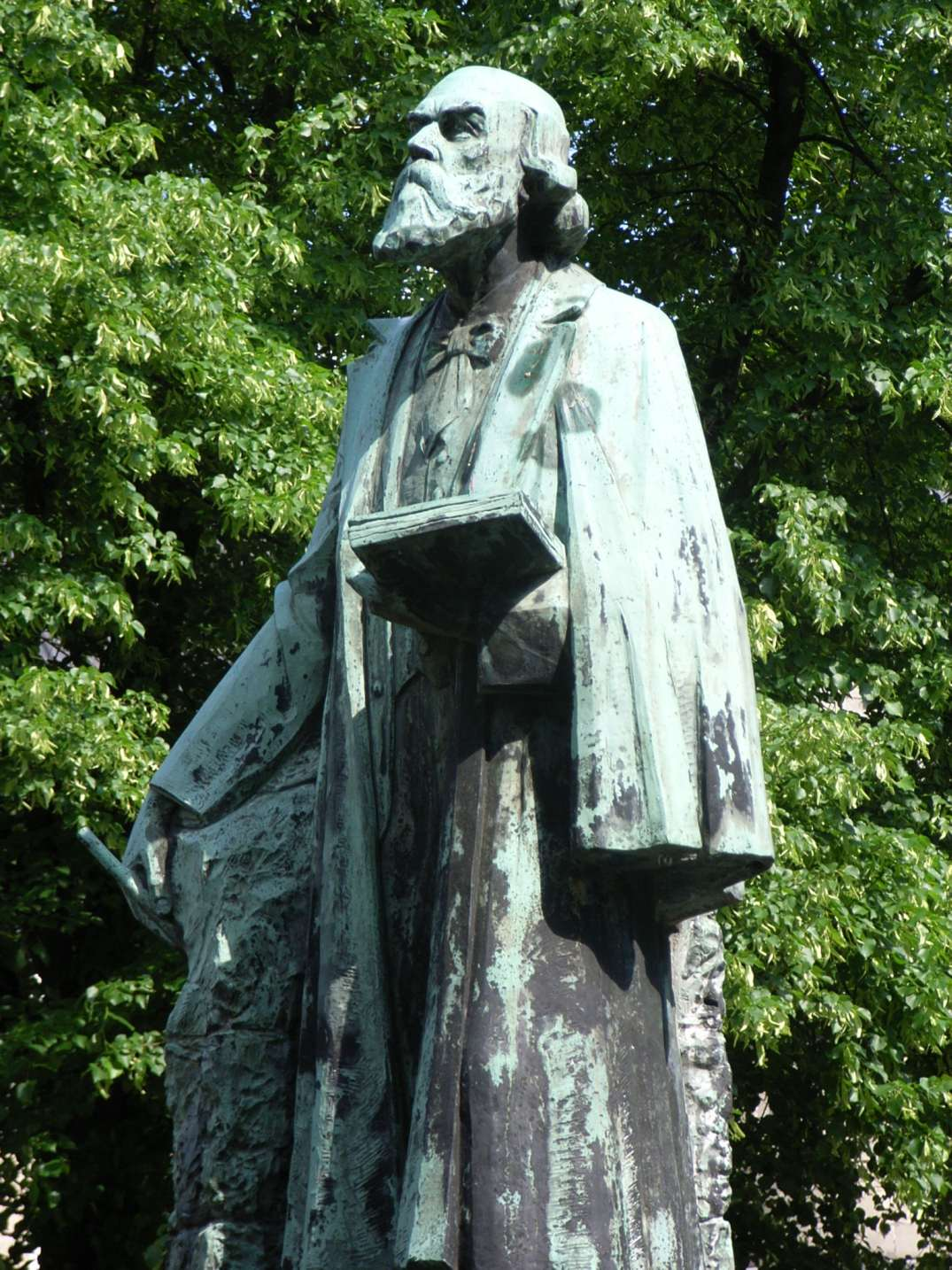
Pierre Cuypers statue (by August Falise), Munsterplein, رورموند (NL)
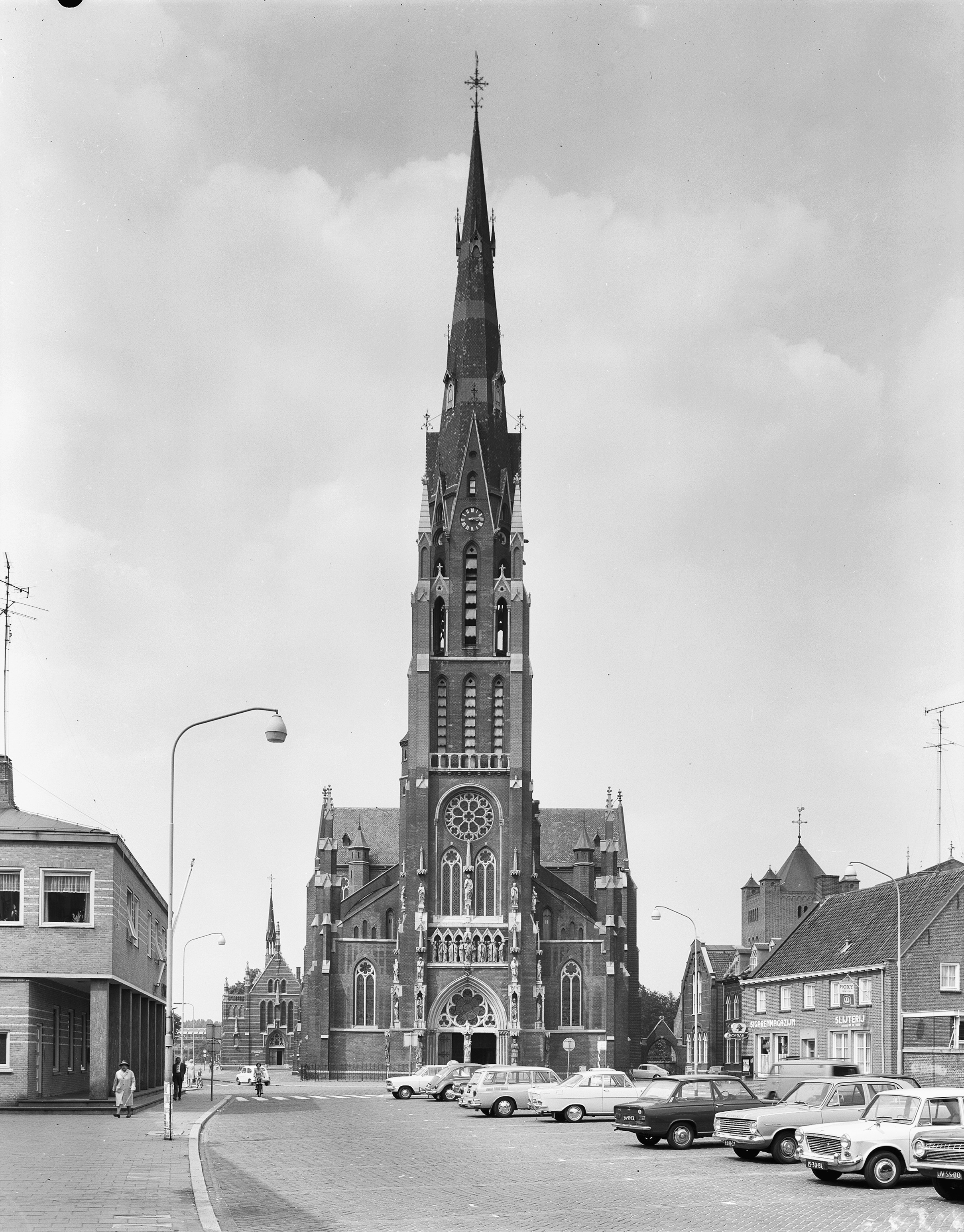
Saint Lambert's Church, وغل (NL)
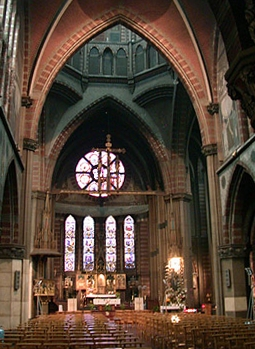
Antoniuskerk, بروکسل (BE)
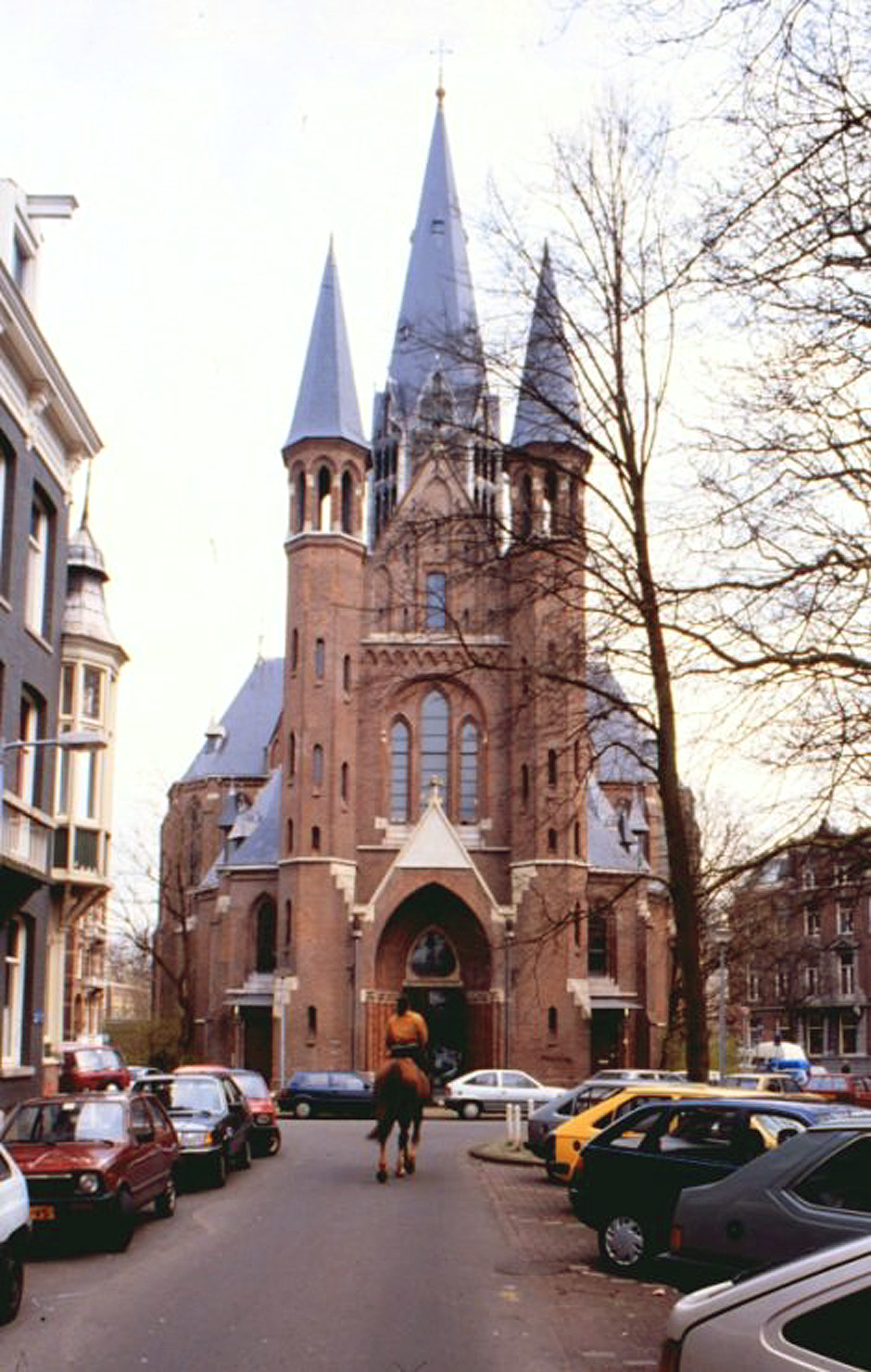
Vondelkerk, آمستردام (NL)
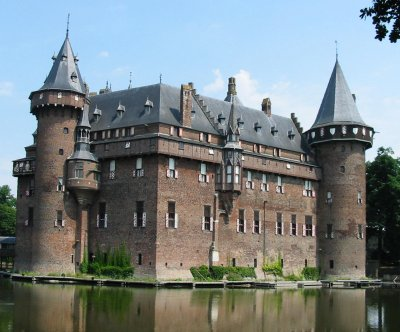
Castle de Haar, Haarzuilens (NL)
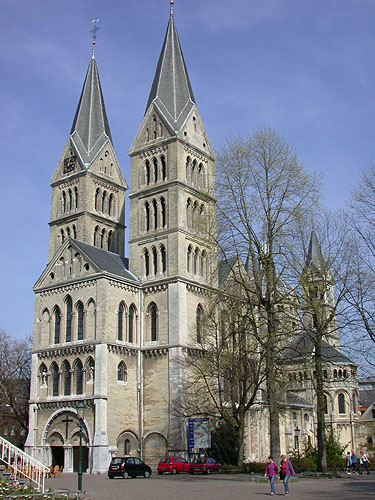
Munsterkerk, Roermond (NL)
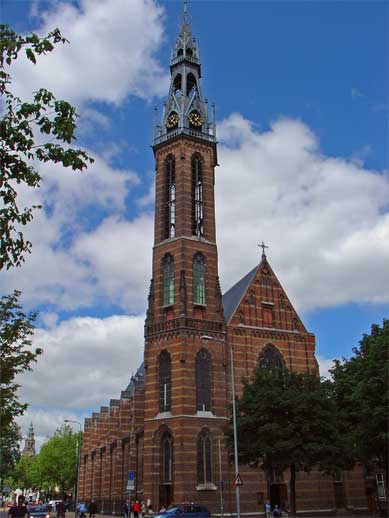
Sint-Jozefkathedraal, خرونینگن (NL)
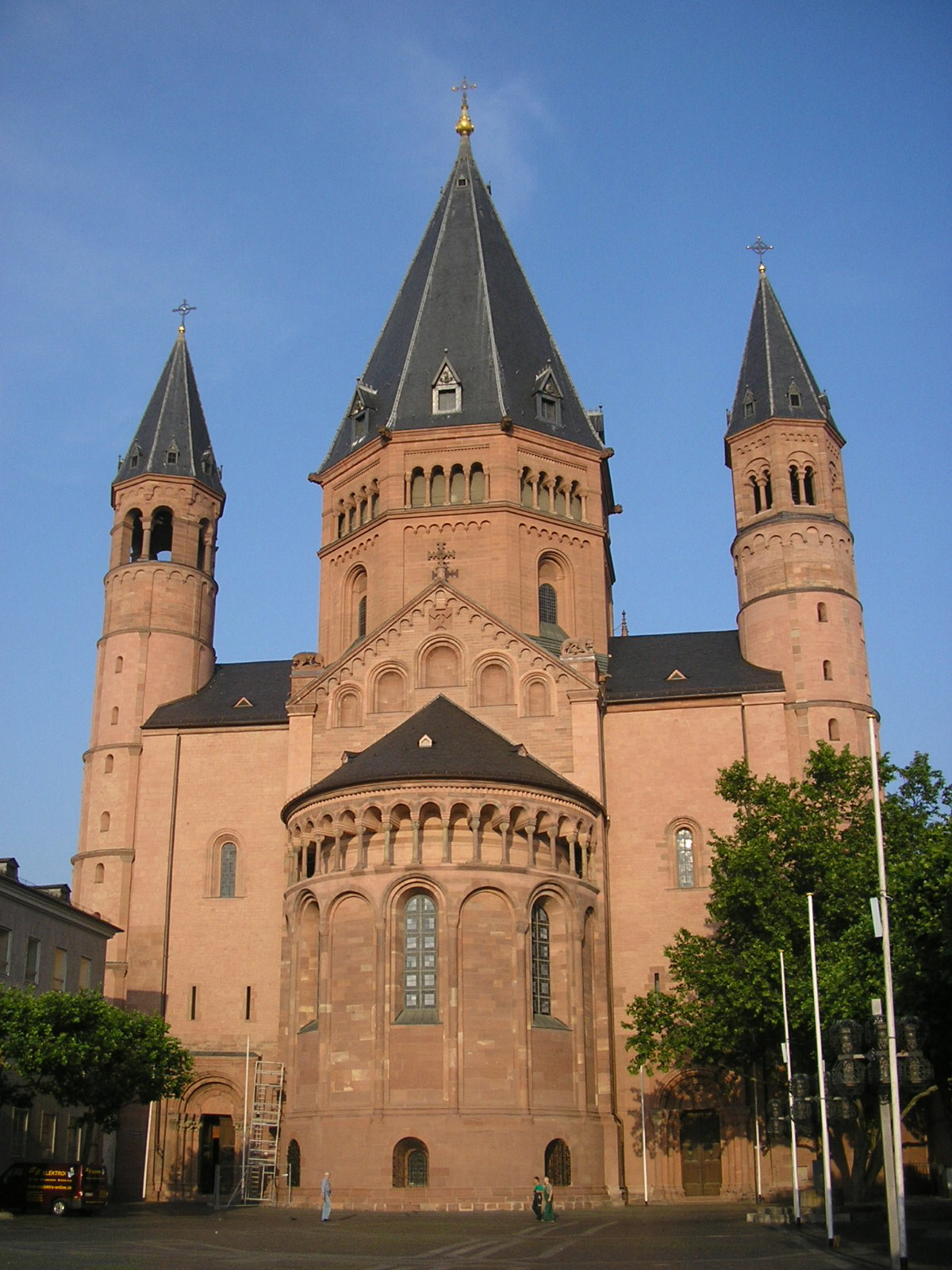
Eastern front of the Mainz Cathedral. The central tower dates back to Cuypers work in 1875.
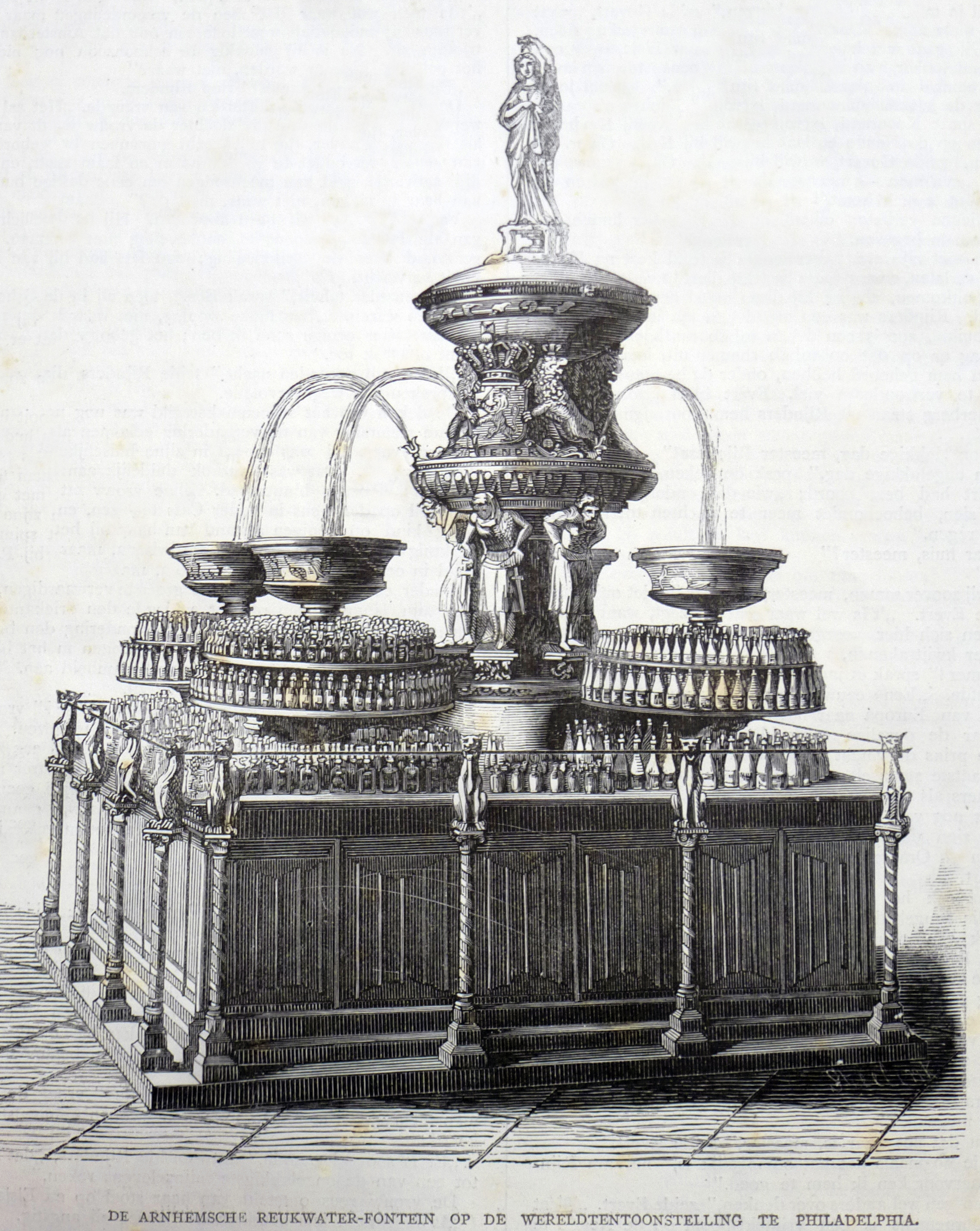
Perfume fountain for the Dutch contribution to the نمایشگاه سده در ۱۸۷۶